# Enric Arderiu i Valls
Enric Arderiu i Valls (Linyola, Pla d'Urgell, 1868 - Lleida, 1920) fou un arxiver i bibliotecari català, ferm impulsor de la Renaixença.

## Biografia
Enric Arderiu va guanyar les oposicions a l'escala d'ajudants del Cos Facultatiu d'Arxivers, Bibliotecaris i Arqueòlegs el 1894 i ocupà la plaça de l'Arxiu d'hisenda de Lleida fins a octubre de 1900 que va ser suspès de sou i feina. Aquest mateix any fou acusat de participar de forma activa en una manifestació catalanista il·legal organitzada per la Societat Catalunya de Lleida, de la qual era soci, que consistí en una excursió pel curs del riu Segre entre la ciutat de Lleida i Torres de Segre. Per aquest motiu se li va obrir un expedient governatiu, que es va resoldre des del mateix Ministerio de Instrucción Pública, per la Junta facultativa del Cos i el Consejo de Instrucción Pública. La resolució dictada contra ell comportà que fos destinat a Huelva sense possibilitat de tornar a exercir a Catalunya.
Intel·lectual catalanista implicat en nombrosos projectes, com ara el Centre Excursionista de Lleida, els Jocs Florals i l'Associació Cultural Catalanista, dels quals fou impulsor, va participar també en la Diada de la Llengua Catalana del 1916 i en l'Associació Protectora de l'Ensenyança Catalana. Els seus textos, crítics i innovadors, eren publicats al Butlletí del Centre Excursionista de Lleida i en diversos diaris. També fou membre de la junta directiva de la Federació Democràtica Nacionalista.
Entre les seves publicacions destaca l'edició del Regiment de preservació de pestilència de Jaume d'Agramunt, un tractat de pesta escrit el 1348 per aquest metge de Lleida que Arderiu descobrí en un manuscrit factici de l'arxiu de la parròquia de Verdú i que publicà al Butlletí l'any 1909 i, en col·laboració amb Josep M. Roca, el 1910.

## Fons personal
El seu fons personal es conserva a l'Arxiu Nacional de Catalunya. La documentació conservada fa referència principalment a l'expedient governatiu obert contra ell. Inclou l'extracte de l'expedient governatiu, una llista dels membres del Consejo de Instrucción Pública i del Cos Facultatiu d'Arxivers, Bibliotecaris i Arqueòlegs que havien de prendre una resolució sobre l'expedient i la correspondència emesa i rebuda pel mateix Arderiu amb el duc d'Almenara Alta i amb altres estaments i personalitats implicades en la resolució d'aquell expedient.
Al 2021 es va publicar la seva biografia Enric Arderiu i Valls. L’exemple d’intel·lectual noucentista a les terres de Ponent (Publicacions de la Universitat de Lleida i Ajuntament de Linyola), una obra coral de 12 autors que aprofundeix en el personatge.
L’exposició Enric Arderiu i Valls. Vida i Obra. 1868-1920, produïda per l’Ajuntament de Linyola al 2023, va recórrer les biblioteques públiques del Pla d'Urgell al darrer trimestre de l'any.